# Бергер, Ларс
Ларс Бе́ргер (норв. Lars Berger; 1 мая 1979, Левангер, Нур-Трёнделаг) — норвежский биатлонист и лыжник, трёхкратный чемпион мира и серебряный призёр Олимпийских игр 2010 года в лыжных гонках, многократный призёр чемпионатов мира по биатлону, в том числе чемпион 2009 года в эстафете. Старший брат норвежской биатлонистки Туры Бергер.
Завершил карьеру в сезоне 2014/15 годов.

## Биография
С детства отличался физическими данными и часто становился победителем соревнований по лыжным гонкам на юниорском уровне. Несмотря на проблемы со стрельбой, уже в 11 лет решил, что будет выступать в биатлоне.
Дебютировал на кубке мира в сезоне 2000/2001 годов, очков не набрал. В общем зачёте Кубка мира 2001/2002 занял 76 место. В следующем году также не показывал выдающихся результатов, а в сезоне 2003/2004 одержал несколько побед на этапах Кубка мира, завоевал две серебряные медали на чемпионате мира. При этом в гонке с общим стартом занял второе место, несмотря на пять штрафных кругов, из первой десятки ни у кого не было больше трёх. В общем зачёте Кубка мира финишировал пятым.
В 2005 году стал чемпионом мира по лыжным гонкам в составе эстафеты. Олимпийские игры в Турине пропустил из-за болезни.

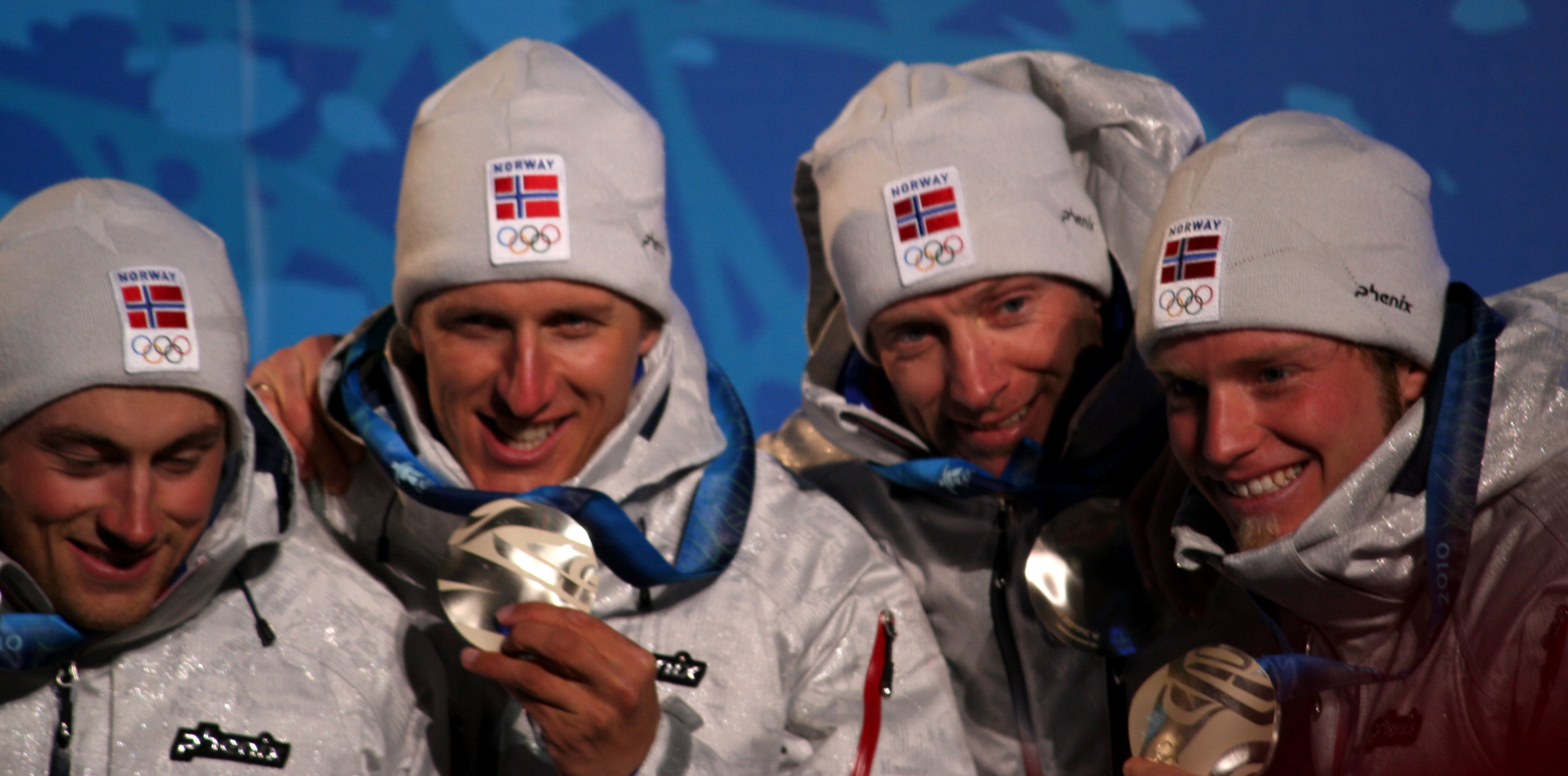
Бергер (второй слева) с серебряной олимпийской медалью за лыжную эстафетную гонку на Играх 2010 года

В сезоне 2006/07 не смог достичь высоких результатов из-за проблем со стрельбой, однако стал двукратным чемпионом мира по лыжным гонкам, победив на дистанции 15 км и в эстафете. Трудности в стрельбе продолжились, вследствие чего Бергер выступал на этапах Кубка Европы. Однако на чемпионате мира по биатлону вошёл в составе мужской эстафеты и завоевал серебро, добившись редкого достижения — медали чемпионатов мира по лыжным гонкам и биатлону за один год.
На чемпионате мира по биатлону 2009 года стал серебряным призёром в спринте (всего 1,2 сек Бергер проиграл Уле-Эйнару Бьёрндалену, норвежцы заняли первые четыре места). 22 февраля выиграл золото в составе мужской эстафеты, даже несмотря на собственный штрафной круг.
На Олимпийских играх 2010 года в Ванкувере стал серебряным призёром в лыжной эстафете 4×10 км. В биатлоне на Олимпийских играх выступил неудачно: 46-е место в спринте и 23-е место в гонке преследования. На тех же Играх младшая сестра Тура Бергер выиграла золото в индивидуальной гонке биатлонисток. Эти Игры стали единственными в карьере Ларса.
В 2013 году на этапе Кубка мира в Хохфильцене занял первое место в спринте, допустив два промаха и показав отличный ход.

## Кубок мира
- 2000/2001 — очков не набирал
- 2001/2002 — 76 место (12 очков)
- 2002/2003 — 43 место (92 очка)
- 2003/2004 — 5 место (589 очков)
- 2004/2005 — 17 место (298 очков)
- 2005/2006 — 34 место (143 очка)
- 2006/2007 — 27 место (236 очков)
- 2007/2008 — 78 место (14 очков)
- 2008/2009 — 17 место (444 очка)
- 2009/2010 — 34 место (227 очков)
- 2010/2011 — 17 место (440 очков)
- 2011/2012 — 44 место (157 очков)
- 2012/2013 — 53 место (109 очков)
- 2013/2014 — 26 место (276 очков)

## Статистика выступлений в Кубке мира
| 2013—2014 | Эстерсунд | Эстерсунд | Эстерсунд | Эстерсунд | Хохфильцен | Хохфильцен | Хохфильцен | Анси | Анси | Анси | Оберхоф | Оберхоф | Оберхоф | Рупольдинг | Рупольдинг | Рупольдинг | Антхольц | Антхольц | Антхольц | Сочи | Сочи | Сочи | Сочи | Сочи | Сочи | Поклюка | Поклюка | Поклюка | Контиолахти | Контиолахти | Контиолахти | Холменколлен | Холменколлен | Холменколлен | Итоги | Итоги | Итоги |
| 2013—2014 | СМ        | Инд       | Спр       | Пр        | Спр        | Эст        | Пр         | Эст  | Спр  | Пр   | Спр     | Пр      | МС      | Эст        | Инд        | Пр         | Спр      | Пр       | Эст      | СМ   | Спр  | Пр   | Инд  | Эст  | МС   | Спр     | Пр      | МС      | Спр         | Спр         | Пр          | Спр          | Пр           | МС           | Очков | Место |       |
| 2013—2014 | —         | —         | —         | —         | 1          | —          | 14         | —    | 12   | 21   | —       | —       | —       | —          | —          | —          | —        | —        | —        | —    | —    | —    | —    | —    | —    | —       | —       | —       | 26          | 18          | 23          | 7            | 21           | 18           | 276   | 26    |       |

| 2011—2012 | Эстерсунд | Эстерсунд | Эстерсунд | Хохфильцен | Хохфильцен | Хохфильцен | Хохфильцен | Хохфильцен | Хохфильцен | Оберхоф | Оберхоф | Оберхоф | Нове Место | Нове Место | Нове Место | Анхтольц | Анхтольц | Анхтольц | Холменколлен | Холменколлен | Холменколлен | Контиолахти | Контиолахти | Контиолахти | ЧМ Рупольдинг | ЧМ Рупольдинг | ЧМ Рупольдинг | ЧМ Рупольдинг | ЧМ Рупольдинг | ЧМ Рупольдинг | Ханты-Мансийск | Ханты-Мансийск | Ханты-Мансийск | Итоги | Итоги | Итоги |
| 2011—2012 | Инд       | Спр       | Пр        | Спр        | Пр         | Эст        | Спр        | Пр         | СМ         | Эст     | Спр     | МС      | Инд        | Спр        | Пр         | Спр      | Эст      | МС       | Спр          | Пр           | МС           | Спр         | Пр          | СМ          | СМ            | Спр           | Пр            | Инд           | МС            | Эст           | Спр            | Пр             | МС             | Очков | Место |       |
| 2011—2012 | 55        | 11        | 8         | 38         | 31         | 1          | 29         | 32         | —          | —       | 21      | 17      | —          | 36         | 41         | 76       | 11       | —        | 44           | 47           | —            | —           | —           | —           | —             | 32            | 40            | —             | —             | —             | —              | —              | —              | 157   | 44    |       |

| 2010—2011 | Эстерсунд | Эстерсунд | Эстерсунд | Хохфильцен | Хохфильцен | Хохфильцен | Поклюка | Поклюка | Поклюка | Оберхоф | Оберхоф | Оберхоф | Рупольдинг | Рупольдинг | Рупольдинг | Анхтольц | Анхтольц | Анхтольц | Прескью-Айл | Прескью-Айл | Прескью-Айл | Форт-Кент | Форт-Кент | Форт-Кент | ЧМ Ханты-Мансийск | ЧМ Ханты-Мансийск | ЧМ Ханты-Мансийск | ЧМ Ханты-Мансийск | ЧМ Ханты-Мансийск | ЧМ Ханты-Мансийск | Холменколлен | Холменколлен | Холменколлен | Итоги | Итоги | Итоги |
| 2010—2011 | Инд       | Спр       | Пр        | Спр        | Эст        | Пр         | Инд     | Спр     | СМ      | Эст     | Спр     | МС      | Инд        | Спр        | Пр         | Спр      | Эст      | МС       | Спр         | СМ          | Пр          | Спр       | Пр        | МС        | СМ                | Спр               | Пр                | Инд               | МС                | Эст               | Спр          | Пр           | МС           | Очков | Место |       |
| 2010—2011 | 34        | 22        | 27        | 43         | —          | 35         | 47      | 7       | 12      | 3       | 24      | —       | 28         | 1          | 6          | 3        | —        | 29       | —           | —           | —           | —         | —         | —         | —                 | 14                | 19                | 65                | 14                | —                 | 10           | 6            | 16           | 440   | 17    |       |

| 2009/10 | Эстерсунд | Эстерсунд | Эстерсунд | Хохфильцен | Хохфильцен | Хохфильцен | Поклюка | Поклюка | Поклюка | Оберхоф | Оберхоф | Оберхоф | Рупольдинг | Рупольдинг | Рупольдинг | Анхтольц | Анхтольц | Анхтольц | ОИ Уистлер | ОИ Уистлер | ОИ Уистлер | ОИ Уистлер | ОИ Уистлер | Контиолахти | Контиолахти | Контиолахти | Холменколлен | Холменколлен | Холменколлен | Ханты-Мансийск | Ханты-Мансийск | Ханты-Мансийск | Итоги | Итоги |
| 2009/10 | Инд       | Спр       | Эст       | Спр        | Пр         | Эст        | Инд     | Спр     | Пр      | Эст     | Спр     | МС      | Спр        | МС         | Эст        | Спр      | Пр       | МС       | Спр        | Пр         | Инд        | МС         | Эст        | Инд         | Сп          | Эст         | Спр          | Пр           | МС           | Спр            | МС             | См             | Очков | Место |
| 2009/10 | 8         | 24        | 2         | 5          | 9          | 5          | —       | 48      | 15      | —       | 13      | 9       | —          | —          | —          | 57       | —        | —        | 46         | 23         | —          | —          | —          | 56          | 45          | —           | 94           | —            | —            | 94             | —              | —              | 227   | 34    |

| 2008/09 | Остерсунд | Остерсунд | Остерсунд | Хохфильцен | Хохфильцен | Хохфильцен | Хохфильцен | Хохфильцен | Хохфильцен | Оберхоф | Оберхоф | Оберхоф | Рупольдинг | Рупольдинг | Рупольдинг | Антольц | Антольц | Антольц | ЧМ Пхёнчхан | ЧМ Пхёнчхан | ЧМ Пхёнчхан | ЧМ Пхёнчхан | ЧМ Пхёнчхан | ЧМ Пхёнчхан | Уистлер | Уистлер | Уистлер | Тронхейм | Тронхейм | Тронхейм | Ханты-Мансийск | Ханты-Мансийск | Ханты-Мансийск | Итоги | Итоги |
| 2008/09 | Инд       | Спр       | Пр        | Спр        | Пр         | Эст        | Инд        | Спр        | Эст        | Эст     | Спр     | МС      | Эст        | Спр        | Пр         | Спр     | Пр      | МС      | Спр         | Пр          | Инд         | См          | МС          | Эст         | Инд     | Сп      | Эст     | Спр      | Пр       | МС       | Спр            | Пр             | МС             | Очков | Место |
| 2008/09 | 25        | 30        | 38        | —          | —          | —          | —          | 1          | 6          | —       | 50      | 17      | —          | 33         | 7          | 34      | —       | 23      | 2           | 5           | 34          | 4           | 29          | 1           | 55      | 1       | 4       | 8        | 20       | 20       | 45             | —              | 29             | 444   | 17    |

| 2007/08 | Контиолахти | Контиолахти | Контиолахти | Хохфильцен | Хохфильцен | Хохфильцен | Поклюка | Поклюка | Поклюка | Оберхоф | Оберхоф | Оберхоф | Рупольдинг | Рупольдинг | Рупольдинг | Антольц | Антольц | Антольц | ЧМ Остерсунд | ЧМ Остерсунд | ЧМ Остерсунд | ЧМ Остерсунд | ЧМ Остерсунд | ЧМ Остерсунд | Пхёнчхан | Пхёнчхан | Пхёнчхан | Ханты-Мансийск | Ханты-Мансийск | Ханты-Мансийск | Холменколлен | Холменколлен | Холменколлен | Итоги | Итоги |
| 2007/08 | Инд         | Спр         | Пр          | Спр        | Пр         | Эст        | Инд     | Спр     | Эст     | Эст     | Спр     | МС      | Эст        | Спр        | Пр         | Спр     | Пр      | МС      | Спр          | Пр           | См           | Инд          | МС           | Эст          | Спр      | Пр       | См       | Спр            | Пр             | МС             | Спр          | Пр           | МС           | Очков | Место |
| 2007/08 | 41          | 47          | 26          | —          | —          | —          | —       | —       | —       | —       | —       | —       | —          | 30         | 25         | —       | —       | —       | —            | —            | —            | —            | —            | —            | —        | —        | —        | —              | —              | —              | 48           | 29           | —            | 14    | 78    |

| 2006/07 | Эстерсунд | Эстерсунд | Эстерсунд | Хохфильцен | Хохфильцен | Хохфильцен | Хохфильцен | Хохфильцен | Хохфильцен | Оберхоф | Оберхоф | Оберхоф | Рупольдинг | Рупольдинг | Рупольдинг | Поклюка | Поклюка | Поклюка | ЧМ Антольц | ЧМ Антольц | ЧМ Антольц | ЧМ Антольц | ЧМ Антольц | ЧМ Антольц | Лахти | Лахти | Лахти | Холменколлен | Холменколлен | Холменколлен | Ханты-Мансийск | Ханты-Мансийск | Ханты-Мансийск | Итоги | Итоги |
| 2006/07 | Инд       | Спр       | Пр        | Спр        | Пр         | Эст        | Спр        | Спр        | Эст        | Эст     | Спр     | Пр      | Эст        | Спр        | МС         | Спр     | Пр      | МС      | Спр        | Пр         | Инд        | См         | Эст        | МС         | Инд   | Спр   | Пр    | Инд          | Пр           | МС           | Спр            | Пр             | МС             | Очков | Место |
| 2006/07 | 22        | 35        | 21        | 9          | 52         | —          | 5          | 12         | 1          | 3       | 49      | 21      | —          | 19         | 28         | —       | —       | —       | 14         | 11         | 49         | -          | 2          | 17         | —     | —     | —     | 69           | —            | 27           | 10             | 15             | 28             | 236   | 27    |

| 2005/06 | Эстерсунд | Эстерсунд | Эстерсунд | Хохфильцен | Хохфильцен | Хохфильцен | Осрбли | Осрбли | Осрбли | Оберхоф | Оберхоф | Оберхоф | Рупольдинг | Рупольдинг | Рупольдинг | Антольц | Антольц | Антольц | ОИ Чезана-Сан-Сикарио | ОИ Чезана-Сан-Сикарио | ОИ Чезана-Сан-Сикарио | ОИ Чезана-Сан-Сикарио | ОИ Чезана-Сан-Сикарио | Поклюка | Поклюка | Поклюка | Контиолахти | Контиолахти | Контиолахти | Холменколлен | Холменколлен | Холменколлен | Итоги | Итоги |
| 2005/06 | Спр       | Пр        | Эст       | Инд        | Спр        | Эст        | Инд    | Спр    | Пр     | Эст     | Спр     | МС      | Эст        | Спр        | Пр         | Спр     | Пр      | МС      | Инд                   | Спр                   | Пр                    | Эст                   | МС                    | Спр     | Пр      | См      | Спр         | Пр          | МС          | Спр          | Пр           | МС           | Очков | Место |
| 2005/06 | —         | —         | —         | 62         | 2          | —          | —      | —      | —      | —       | —       | —       | —          | —          | —          | 58      | 41      | 21      | —                     | —                     | —                     | —                     | —                     | 19      | 18      | 23      | 15          | 3           | 28          | —            | —            | —            | 143   | 34    |

| 2004/05 | Бейтостёлен | Бейтостёлен | Бейтостёлен | Холменколлен | Холменколлен | Холменколлен | Эстерсунд | Эстерсунд | Эстерсунд | Оберхоф | Оберхоф | Оберхоф | Рупольдинг | Рупольдинг | Рупольдинг | Антольц | Антольц | Антольц | Чезана-Сан-Сикарио | Чезана-Сан-Сикарио | Чезана-Сан-Сикарио | Поклюка | Поклюка | Поклюка | ЧМ Хохфильцен | ЧМ Хохфильцен | ЧМ Хохфильцен | ЧМ Хохфильцен | ЧМ Хохфильцен | Ханты-Мансийск | Ханты-Мансийск | Ханты-Мансийск | Ханты-Мансийск | Итоги | Итоги |
| 2004/05 | Спр         | Пр          | Эст         | Инд          | Спр          | Пр           | Спр       | Пр        | МС        | Эст     | Спр     | Пр      | Эст        | Спр        | Пр         | Инд     | Спр     | Пр      | Инд                | Спр                | Эст                | Спр     | Пр      | МС      | Спр           | Пр            | Инд           | Эст           | МС            | Спр            | Пр             | МС             | См             | Очков | Место |
| 2004/05 | —           | —           | —           | 65           | 8            | 18           | —         | —         | —         | ДСК     | 5       | 8       | —          | 5          | 2          | 22      | 15      | 18      | 44                 | 8                  | —                  | —       | —       | —       | 44            | 32            | —             | —             | —             | 12             | 38             | 16             | —              | 298   | 17    |

| 2003/04 | Контиолахти | Контиолахти | Контиолахти | Хохфильцен | Хохфильцен | Хохфильцен | Осрбли | Осрбли | Осрбли | Поклюка | Поклюка | Поклюка | Рупольдинг | Рупольдинг | Рупольдинг | Антольц | Антольц | Антольц | ЧМ Оберхоф | ЧМ Оберхоф | ЧМ Оберхоф | ЧМ Оберхоф | ЧМ Оберхоф | Лэйк-Плэсид | Лэйк-Плэсид | Форт-Кент | Форт-Кент | Форт-Кент | Холменколлен | Холменколлен | Холменколлен | Итоги | Итоги |
| 2003/04 | Спр         | Эст         | Пр          | Спр        | Эст        | Пр         | Инд    | Спр    | Пр     | Спр     | Пр      | МС      | Эст        | Спр        | Пр         | Инд     | Спр     | МС      | Спр        | Пр         | Инд        | Эст        | МС         | Спр         | Пр          | Спр       | Пр        | МС        | Спр          | Пр           | МС           | Очков | Место |
| 2003/04 | 4           | —           | 17          | 1          | 1          | 12         | —      | 37     | 31     | —       | —       | 30      | 2          | 3          | 2          | 5       | 25      | 24      | 14         | 11         | 24         | 2          | 2          | 1           | 6           | 20        | 11        | 12        | 1            | 5            | —            | 589   | 5     |

| 2002/03 | Эстерсунд | Эстерсунд | Эстерсунд | Поклюка | Поклюка | Поклюка | Осрбли | Осрбли | Осрбли | Оберхоф | Оберхоф | Оберхоф | Рупольдинг | Рупольдинг | Рупольдинг | Рупольдинг | Антольц | Антольц | Антольц | Лахти | Лахти | Холменколлен | Холменколлен | Холменколлен | Эстерсунд | Эстерсунд | Эстерсунд | ЧМ Ханты-Мансийск | ЧМ Ханты-Мансийск | ЧМ Ханты-Мансийск | ЧМ Ханты-Мансийск | ЧМ Ханты-Мансийск | Итоги | Итоги |
| 2002/03 | Спр       | Эст       | Пр        | Эст     | Спр     | Пр      | Спр    | Эст    | Пр     | Спр     | Эст     | МС      | См         | Эст        | Спр        | Пр         | Инд     | Эст     | МС      | Спр   | МС    | Эст          | Спр          | Пр           | Спр       | Инд       | Пр        | Спр               | Пр                | Инд               | Эст               | МС                | Очков | Место |
| 2002/03 | 29        | —         | 20        | —       | 28      | 11      | 62     | —      | —      | 60      | —       | —       | —          | —          | 38         | 33         | 53      | 2       | —       | —     | —     | —            | 39           | —            | 3         | 41        | 22        | —                 | —                 | —                 | —                 | —                 | 92    | 43    |

| 2001/02 | Хохфильцен | Хохфильцен | Хохфильцен | Поклюка | Поклюка | Поклюка | Осрбли | Осрбли | Осрбли | Оберхоф | Оберхоф | Оберхоф | Рупольдинг | Рупольдинг | Рупольдинг | Антольц | Антольц | Антольц | ОИ Солджер Холлоу | ОИ Солджер Холлоу | ОИ Солджер Холлоу | ОИ Солджер Холлоу | Эстерсунд | Эстерсунд | Лахти | Лахти | Лахти | Холменколлен | Холменколлен | Холменколлен | Итоги | Итоги |
| 2001/02 | Спр        | Эст        | Пр         | Инд     | Эст     | Пр      | Инд    | Спр    | МС     | Спр     | Пр      | МС      | Эст        | Спр        | Пр         | Инд     | Эст     | Пр      | Инд               | Спр               | Пр                | Эст               | Спр       | Пр        | Спр   | Эст   | Пр    | Спр          | Пр           | МС           | Очков | Место |
| 2001/02 | 54         | 58         | —          | —       | —       | —       | 43     | 28     | —      | —       | —       | —       | —          | 54         | 49         | —       | —       | —       | —                 | —                 | —                 | —                 | 29        | 20        | —     | —     | —     | 40           | 28           | —            | 12    | 76    |

| 2000/01 | Хохфильцен | Хохфильцен | Хохфильцен | Поклюка | Поклюка | Поклюка | Осрбли | Осрбли | Осрбли | Оберхоф | Оберхоф | Оберхоф | Рупольдинг | Рупольдинг | Рупольдинг | Антольц | Антольц | Антольц | ЧМ Поклюка | ЧМ Поклюка | ЧМ Поклюка | ЧМ Поклюка | ЧМ Поклюка | Солджер Холлоу | Солджер Холлоу | Солджер Холлоу | Л-П | Холменколлен | Холменколлен | Холменколлен | Итоги | Итоги |
| 2000/01 | Инд        | Спр        | Эст        | Спр     | Пр      | Эст     | Инд    | Спр    | Пр     | Спр     | Пр      | МС      | Эст        | Спр        | Пр         | Спр     | Эст     | МС      | Спр        | Пр         | Инд        | МС         | Эст        | Инд            | Спр            | Пр             | Спр | Спр          | Пр           | МС           | Очков | Место |
| 2000/01 | —          | —          | —          | —       | —       | —       | —      | —      | —      | 60      | 35      | —       | —          | 72         | —          | —       | —       | —       | —          | —          | —          | —          | —          | —              | —              | —              | —   | 56           | —            | —            | 0     | —     |